# Sibaviatrans
La Sibaviatrans (in russo: Сибирская Авиатранспортная Компания, in inglese: Joint Stock Company SIAT) è stata una compagnia aerea russa di Krasnojarsk, in Russia.

## Strategia
La Sibaviatrans è stata una compagnia aerea russa che effettuava il trasporto con la flotta composta da aerei e da elicotteri. La Sibaviatrans ha avuto la base tecnica all'aeroporto di Krasnojarsk-Emel'janovo (UNKL), nel Kraj di Krasnojarsk, nel Siberia, in Russia.

## Storia
Il 28 settembre 2009 la Corte Arbitrale di Krasnojarsk ha dichiarato il fallimento della compagnia aerea Sibaviatrans in seguito alla crisi economica. La procedura di fallimento deve essere conclusa entro il 24 marzo 2010. Inoltre, è stato annunciato il debito di Sibaviatrans nei confronti di creditori di circa 357 milioni di RUR (circa 8,09 milioni di Euro).

## Flotta
Aerei
- 7 Antonov An-24RV
- 1 Antonov An-32
- 1 Yakovlev Yak-40
- 1 Yakovlev Yak-40K
- 6 Tupolev Tu-134A

Elicotteri
- 9 Mil Mi-8 (versioni T, AMT, MTV-1)
- 1 Bell 407

## Flotta storica

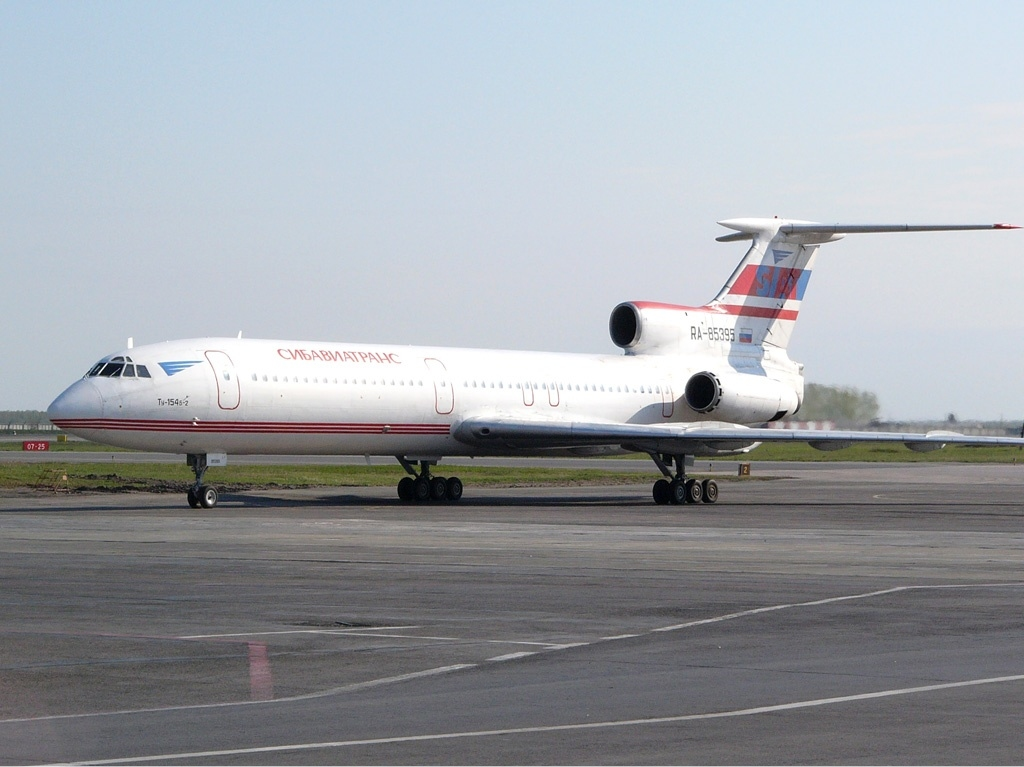
Tupolev Tu-154B-2 Sibaviatrans

- Antonov An-74-200
- Tupolev Tu-154B-2

## Accordi commerciali
La Sibaviatrans faceva parte dell'alleanza russa AiRUnion,
La compagnia aerea manteneva importanti accordi commerciali con le compagnie aeree russe: KrasAir, Omskavia Airlines, Samara Airlines, Domodedovo Airlines.